# ابن یزدانیار ارموی
ابوبکر حسین بن علی بن یزدانیار ارموی از عرفای ایرانی در سدهٔ ۳ و ۴ قمری است.

## اصلیت و تبار
در تعرف کلابادی، قدیمی‌ترین منبعی که نام ابن یزدانیار آورده شده‌است، از او در کنار دیگر رجال صوفیهٔ ایران چون ابوحفص حداد، بایزید بسطامی و … نام برده شد است. کلابادی نامی از شهر وی نیاورده است. ابن یزدانیار بنابر روایت‌های مشهور ارموی بوده‌است. نویسندگان پس از کلابادی چون سلمی، قشیری و انصاری نام شهر او را ذکر کرده‌اند. ولی در رسالهٔ قشیری و طبقات شعرانی او را اهل ارمنیه دانسته‌اند؛
که این موضوع صد در صد اشتباه نساخان بوده‌است.
و شکل درست آن ارمیه باید بوده باشد. گراملیش، مترجم آلمانی رسالهٔ قشیری نیز در ترجمه خود با استفاده از برخی نسخ خطی، ارومیه را بر ارمنیه ترجیح داده‌است. هرچند زرین‌کوب عقیده دارد که احتمالاً نسبت ارموی او با نسبت ارمنی‌اش منافاتی ندارد و «در اصل کردی ارموی بوده‌است که خانواده‌اش در ولایت ارمنیه می‌زیسته‌اند.»
در طبقات الصوفیهٔ سلمی نیز سخنانی از قول علی بن ابراهیم ارموی که گویا همشهری ابن یزدانیار بوده آمده‌است. خواجه عبدالله انصاری، گویاتر از بقیه او را ارموی خوانده و گفته‌است که در ارمی بوده و حتی اینکه «گور وی به ارمی است» را ذکر کرده. از متاخران حمدالله مستوفی او را اهل ارومیه، جامی در نفحات او را ارموی، عبدالرشید بن صالح بن نوری باکویی در تلخیص الآثار او را اهل ارومیه و قبرش را در همان شهر ذکر کرده‌اند.
در نتیجه بررسی‌های انجام شده معاصر، تمام آثاری که او را اهل ارمنیه ذکر کرده‌اند در نتیجه اشتباه نساخان بوده و به‌طور حتم او کردی اهل شهر ارومیه بوده‌است.

## امسیت کردیا و اصبحت عربیا
جمله «امسیت کردیا و اصبحت عربیا» را مولوی در دیباچه دفتر اول مثنوی از قول جد حسام الدین چلبی آورده‌است. منتهی یا به واسطه شهرت زیاد یا به دلیل اینکه شاید مولوی نیز نام او را نمی‌دانسته‌است در آنجا نیامده. کرد بودن گوینده این جمله و به تبع آن همهٔ خاندان حسام الدین چلبی از این جمله مستفاد می‌گردد. در کتاب تلخیص الآثار فی عجائب الاقطار از عبد الرشید بن صالح بن نوری باکویی آمده‌است: «و ینسب الیها [ای الی ارمیه] الشیخ عارف زاهد الحسین بن علی بن یزدانیار و هو القائل امسیت کردیا و اصبحت عربیا تو فی سنه ثلاث و ثلاثین و ثلاثمائه و دفن بها.» از این عبارت و عبارت دیباچه مثنوی مستفاد می‌شود که ابن یزدانیار، گوینده این عبارت مشهر جد اعلای حسام الدین چلبی و اهل ارومیه بوده‌است.
معنا و مفهوم ابیات امسیت کردیا و اصبحت عربیا
«سر امسینا لکردیا بدان رازی صبحنا عربینا بخوان
سر امسینا و اصبحنا ترا میرساند جانب راه خدا
ور مثالی خواهی از علم نهان قصه گو از رومیان و چینیان»
اين شعر ابياتي از دفتر اول مثنوي و معنوي مولوي است.
سِرِ اَمسينا لَكرديا بدان
راز اَصحبنا عَرابيا بخوان
ور مثالي خواهي از علم نهان
قصه گو از روميان و چينيان
مولوي براي رساندن مقصودش از «علم نهان» سخني بميان مي آورد كه پيش از وي نيز ميان صوفيه رواج داشت:" سر امسينا لكرديا بدان "
كه اشاره است به سخني كه آن را از سيد ابولوفا مي دانند، او ابتدا كردي (رمه‌دار و چوپان) بي سواد بود. ولي پس از جذبه اي معنوي بر خواندن و نوشتن مسلط شد و صبحگاهان گفت: اَمسيتُ كرديا و اَصبحتُ عربيا"؛ يعني شبانگاه كردي بي مايه و فاقد علم بودم و بامدادان بر زبان عربي چيره گشتم.

## زندگی
حسین بن علی بن یزدانیار، مکنی به ابوبکر و معروف به ابن یزدانیار که بیشتر او را الکردی الصوفی الارموی و گاه الکردی الصوفی می‌خواندند از مشایخ تصوف در سده ۳ و ۴ قمری بوده‌است. شرح حال او در تلخیص الآثار عبد الرشید باکویی، حیله الاولیای ابونعیم اصفهانی، رسالهٔ قشیری، نفحات جامی، طبقات شعرانی، طرائق الحقائق حاجی نایب الصدر، اللمع ابونصر سراج، التعرف لمذهب اهل تصوف کلاباذی و تضاعیف رسالهٔ قشیری آمده‌است.
سال تولد و مرگ او مشخص نیست. ولی از شواهد گویا است که نیمهٔ دوم سدهٔ سوم قمری زندگی می‌کرده و حتی دههٔ سوم سدهٔ چهارم قمری را نیز دیده‌است.
او کردتبار و اهل ارومیه بوده‌است. ابن یزدانیار محدث، صوفی و عالم به علوم ظاهر و باطن -تصوف- بوده‌است.

## آرای عرفانی
ابن یزدانیار معاصر عرفایی چون جنید و شبلی ابوالحسن نوری بوده. در طبقات سلمی، تعرف کلابادی، لمع سراج و تهذیب الاسرار خرگوشی و رساله قشیری و طبقات انصاری سخنان ابن یزدانیار آمده‌است. در این آثار سخنانی از او دربارهٔ استغفار، توبه، ورع، رضا، حیا، انس به خدا، محبت و وفا، معرفت، مشاهده حق و تصوف آمده‌است. سلمی سخنان ابن یزدانیار را با واسطهٔ ابوبکر رازی و محمد بن شاذان نقل کرده‌است.

### مخالفت با عرفای عراق
او مدتی با صوفیان بغداد حشر و نشر داشت ولی به دلیل علاقهٔ بیشتری که به علم داشت به ارومیه بازگشت. پس از برگشت به ولایتش سر به ضدیت با صوفیه گذاشت و به شهرهای گوناگون نامه می‌نوشت و آنان را از صوفیان بر حذر می‌داشت. نام‌آوران صوفیهٔ عصرش چون شبلی، نوری و جنید را مورد کنایه و بدگویی قرار داد. در ضدیت با عرفای بغداد چنان بود که روایت دربارهٔ او نقل است که می‌گویند: «کسی از بغداد به ولایت وی رفته بود. ابن یزدانیار از وی پرسید در باب این عراقی‌ها یعنی جنید و نوری و شبلی چه عقیده داری؟ چون مرد جواب داد ارباب توحیداند، ابن یزدانیار برآشفت و کسی که گفت و شنود آنها را شنیده بود به این تازه‌وارد گفت از این شهر همین امشب بیرون برو وگرنه خونت به گردن خود خواهد بود.» از این روی صوفیه از او دوری می‌جستند. از شبلی نقل است که ابن یزدانیار را «گاو ارمنی» خوانده‌است. البته مخالفت‌های او با مشی متصوفه بغداد بود که آن را «دستبند الصوفیه» می‌خواند. دراین باره از او نقل است: «اگر من در باب صوفیه سخن می‌گویم از جهت غیرت بریشان است از آنکه اینها اسرار حق را به نااهلان گفتند. ورنه صوفیان سادات عالمند و من خود به محبت ایشان به خدای تقرب می‌جویم.»